# Alapeta Ngauamo
Pas d'image ? Cliquez ici

a Compétitions nationales et continentales officielles uniquement.

b Matchs officiels uniquement.
Dernière mise à jour le 20 octobre 2024.
Alapeta Ngauamo, née le 11 juillet 1989, est une joueuse internationale australienne de rugby à XV évoluant au poste de pilier.

## Biographie
Alapeta Ngauamo naît le 11 juillet 1989. Elle joue en 2024 au club des Wests Bulldogs.
Elle n'a, à la fin de l'été 2024, aucune sélection en équipe d'Australie quand elle est retenue pour le WXV 2 en Afrique du Sud. Elle honore sa première cape le 28 septembre 2024 dans un match du WXV contre le pays de Galles.

## Palmarès
- Vainqueur du WXV 2 en 2024.